# 卜辞

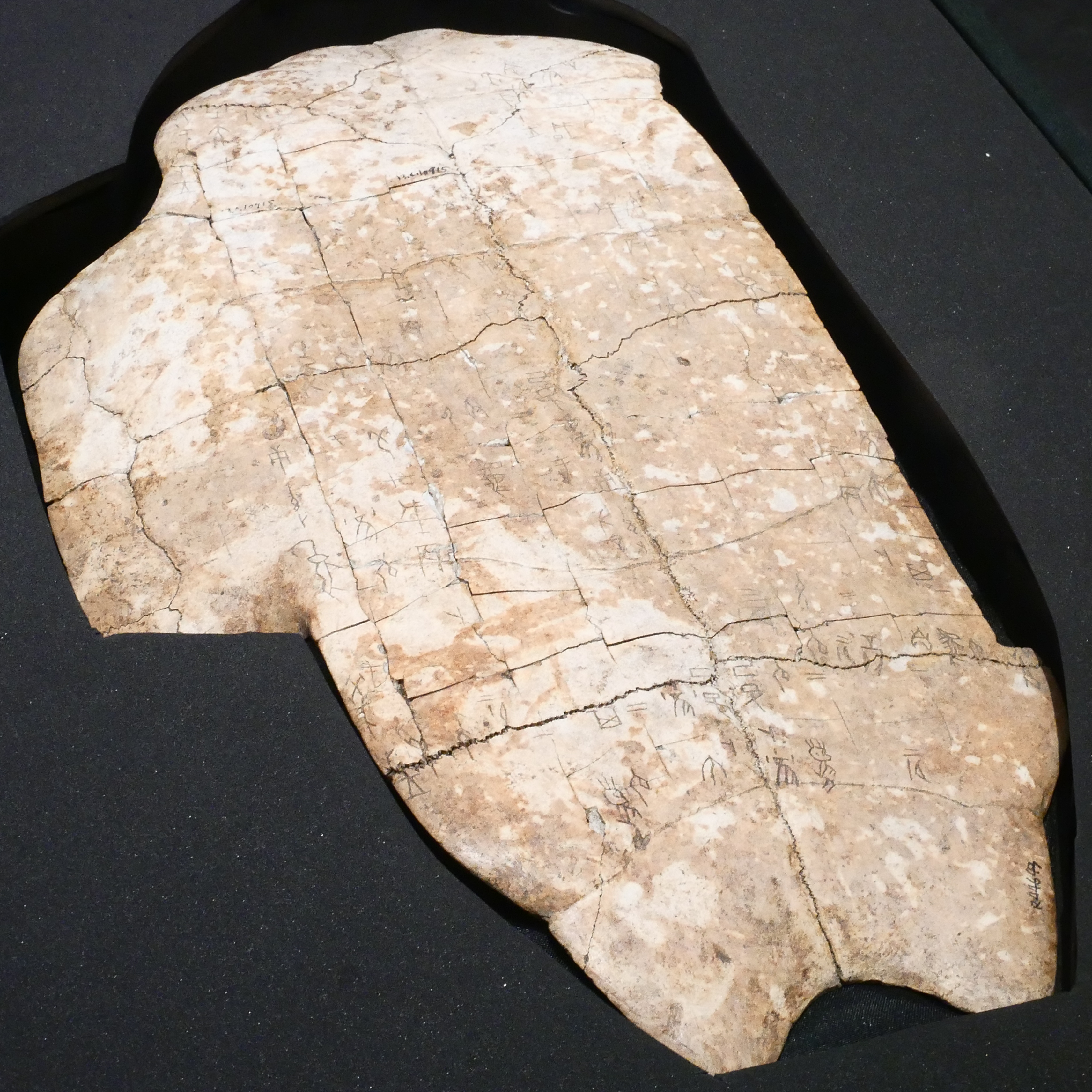
帶卜辭龜腹甲（進呈象馬，乙4718）

卜辞或《卜辞》指中国商朝晚期巫师进行占卜活动而刻在牛胛骨、龟甲等兽骨甲壳上的文字记载，亦指近现代学者整理晚商的甲骨文字而汇编的纂集。
卜辞中的甲骨文与现代汉字相差甚远，不易阅读理解。古汉字学、考古学者等为此作了解读工作，将出土刻有甲骨文字的甲骨文物整理成书。
一条完整的卜辞有前辞（叙辞、述辞）、命辞（贞辞）、占辞、验辞四个部分，刻契时间不一。前辞记录占卜时间与求问天神的占卜人名，起到叙述作用，所以又称作叙辞和述辞。命辞记录具体占卜事项，求问天神的问题，又称作贞辞。占辞纪录占卜结果，这是巫师根据骨甲裂痕分析天神给予的答案。验辞记录事后占卜事项的结果，评价占卜内容是否被验证。
占卜过程由选材开始，根据求问人的地位与占卜事项的重要性选择兽骨龟甲的大小和品质。再将选好的材料锯磨加工，直至表面洁白平滑。下一步在骨甲背面凿钻一道凹槽和一个枣大的圆穴。巫师在这槽穴用火烧灼，使薄细的骨甲正面形成裂痕。巫师根据裂痕趋向辨解天神意愿，在骨甲上用刀具刻写卜辞。裂痕夾角接近90度為「是」遠小於90度為「否」在中間則為「不確定」。验辞待事后最后刻契，而后当作档案资料储藏于地下坑穴中。
三千二百年后，小屯村的农民耕作时无意发现。当地农民将其磨碎成粉，敷在伤口上，惊讶发现可以起到止血愈合作用，便转售中医药铺。1899年秋，國子監祭酒王懿荣因患疟疾，派仆人去购买药品。买回的药品中有几片刻有符号的“龙骨”，他发现这实际是古代的文字，遂派仆人到全城药铺搜买。1908年，国学学者罗振玉去河南省安阳市殷都区小屯村调查，搜到约二万片甲骨。1936年6月12日，小屯村北宫殿区发现一个甲骨坑，储藏带字甲骨17096片。1973年又在小屯村之南发掘出带字甲骨5041片。1991年秋又搜得579片带字甲骨。
截至2010年，甲骨物品仍以小屯村殷墟出土物品为多，记录了晚商盘庚迁都于殷（约前1300年）至帝辛纣王约273年的占卜事项。为中国黄河中下游文明最早的文字记录。

## 研究書目
- 陳夢家：《殷虛卜辭綜述》（北京：中華書局，2004）。
- 刘学顺：〈贞旬卜辞与殷王朝的年代 （页面存档备份，存于）〉。

## 参阅
- 占卜
- 甲骨文
- 甲骨学
- 周原卜辞

## 外部連結
- 中央研究院國家寶藏館-帶刻辭鹿頭骨中央研究院數位典藏資源網